# Linas
Linas är en kommun i departementet Essonne i regionen Île-de-France i norra Frankrike. Kommunen ligger i kantonen Montlhéry som tillhör arrondissementet Palaiseau. År 2022 hade Linas 7 310 invånare.

## Befolkningsutveckling
Antalet invånare i kommunen Linas
| Referens: INSEE |